# 러시아 공군
러시아 공군(러시아어: военно-воздушные силы)은 러시아 연방군의 정예 부대 중 하나로, 러시아 연방군 소속의 공군이다. 미국 공군에 이어서 세계 최대 규모의 공군이다. 소련 공군의 후계 조직이다.